# Terebella fulgida
Terebella fulgida är en ringmaskart som beskrevs av Agassiz 1851. Terebella fulgida ingår i släktet Terebella och familjen Terebellidae. Inga underarter finns listade i Catalogue of Life.